# El trío de Springfield
El trío de Springfield hace referencia a un caso de personas desaparecidas sin resolver que sucedió el 7 de junio de 1992, cuando las amigas Suzanne "Suzie" Streeter y Stacy McCall, y la madre de Streeter, la señora Sherrill Levitt, desaparecieron de la casa de Levitt en Springfield (Misuri). Todas sus pertenencias personales, incluidos automóviles y carteras, quedaron atrás. No había signos de lucha, excepto una luz rota del porche. También hubo un mensaje en el contestador automático que la policía cree que podría haber proporcionado una pista sobre las desapariciones, pero fue borrado inadvertidamente.
En 1997, Robert Craig Cox, un secuestrador y ladrón convicto, afirmó que sabía que las mujeres habían sido asesinadas y que sus cuerpos nunca serían recuperados. Ni su paradero ni sus restos han sido descubiertos.

## Víctimas
Sherrill Elizabeth Levitt tenía 47 años en el momento de su desaparición. Medía 1.52 metros, pesaba 50 kilos y tenía el pelo rubio claro, corto, ojos marrones y llevaba pendientes. Era cosmetóloga en un salón de belleza local y madre soltera. Fue descrita como muy cercana a su hija, Suzanne Elizabeth "Suzie" Streeter, de 19 años. Medía algo más que su madre (1.65 m), pesaba 46 kg., había heredado su cabello rubio y sus ojos marrones. Tenía marcas distinguibles, como una cicatriz en el antebrazo superior derecho, un pequeño lunar en la esquina izquierda de la boca y pendientes (la oreja izquierda perforada dos veces). Por su parte, Stacy Kathleen McCall tenía 18 años, medía 1.60 m y pesaba 54 kg, tenía un largo cabello rubio oscuro y ojos claros.

## Desaparición
Streeter y McCall se graduaron en el Kickapoo High School el 6 de junio de 1992. Fueron vistas por última vez alrededor de las dos de la madrugada del 7 de junio, cuando salían de la última de las pocas fiestas de graduación a las que habían asistido esa noche. En algún momento durante la noche, también fueron vistas en Battlefield. La pareja planeó pasar la noche en la casa de su amiga Janelle Kirby, pero cuando decidieron que la casa de Kirby estaba demasiado llena, se fueron a la casa de Streeter (y por lo tanto de Levitt), ubicada en el 1717 de East Delmar Street para retirarse a pasar la noche. Se supone que llegaron, porque su ropa, joyas, carteras y vehículos estaban presentes en la casa al día siguiente. Levitt fue escuchada por última vez aproximadamente a las 23:15 de esa noche del 6 de junio cuando habló con un amigo por teléfono sobre pintar un armario. Se sospecha que la supuesta línea de tiempo de las tres es complicada, ya que los amigos que vieron por última vez a las chicas la noche anterior también fueron los primeros en llegar a la casa de Levitt al día siguiente.
A la mañana siguiente, alrededor de las 9:00, Kirby y su novio visitaron la casa después de que Streeter y McCall no aparecieran en su casa. Habían planeado pasar el día juntas en un parque acuático y se suponía que debían partir de la residencia de Kirby. Al llegar, Kirby encontró la puerta principal abierta y entró a la casa, pero no vio a Streeter, McCall o Levitt; cada uno de los coches de las mujeres estaba estacionado afuera. También informó a la policía que la pantalla de la lámpara de vidrio del porche estaba rota, aunque la bombilla estaba intacta. El novio de Kirby la ayudó inocentemente a barrer los vidrios rotos del porche, que luego la policía determinó que podrían haber destruido pruebas potenciales. Dentro de la casa, Kirby encontró al perro de Levitt y Streeter, un Yorkshire Terrier llamado Cinnamon, que parecía agitado. Mientras estaba dentro, Kirby también respondió una "llamada extraña e inquietante" de un hombre no identificado que hizo diversas "insinuaciones sexuales". Colgó e inmediatamente recibió otra llamada de naturaleza sexual, colgando nuevamente el teléfono.
Varias horas después, la madre de McCall, Janis, también visitó la casa después de intentos fallidos de comunicarse con su hija por teléfono. En el interior, notó que las carteras de las tres mujeres estaban puestas en el piso de la sala de estar, y también vio la ropa de su hija cuidadosamente doblada de la noche anterior. Los cigarrillos de Levitt y Streeter también se dejaron dentro de la casa. Janis llamó frenéticamente a la policía desde el teléfono de la casa para denunciar la desaparición de las tres. Después de la llamada, mientras revisaba el contestador automático del teléfono, escuchó un "mensaje extraño", pero lo borró de la cinta sin darse cuenta. La policía estaba "muy interesada" en la llamada y creía que "podría haber contenido una pista". Tampoco creían que estuviera relacionado con las bromas que Kirby recibió.
Los padres de McCall contactaron con la policía en referencia a la desaparición de su hija de la casa de Levitt más de dieciséis horas después de que las mujeres fueron vistas por última vez, y otros amigos y familiares preocupados llamaron y visitaron la casa al día siguiente. Posteriormente, la policía estimó que la escena del crimen había sido corrompida por diez o veinte personas que visitaron la casa de Levitt. A la llegada de los oficiales, en la escena no se mostraban signos de lucha, excepto por la luz del porche rota. La policía también notó que la cama de Levitt había sido utilizada. Todos los bienes personales quedaron atrás, incluyendo carteras, dinero, autos, llaves, cigarrillos y el perro de la familia.

## Detalles de la investigación posterior
El 31 de diciembre de 1992, un hombre llamó a la línea directa de los más buscados de Estados Unidos con información sobre las desapariciones de mujeres, pero la llamada se desconectó cuando el operador de la centralita intentó conectarse con los investigadores de Springfield. La policía dijo que la persona que llamó tenía "conocimiento principal de los secuestros" y apeló públicamente al hombre para que los contactara, pero nunca lo hizo. Levitt y Streeter fueron declarados legalmente muertos en 1997. Sin embargo, sus archivos de casos todavía se archivan oficialmente como "desaparecidos".
Los investigadores recibieron un aviso de que los cuerpos de las mujeres fueron enterrados en los cimientos del estacionamiento sur del Hospital Cox. En 2007, la reportera de delitos Kathee Baird invitó a Rick Norland, un ingeniero mecánico, a escanear una esquina del estacionamiento con radar penetrante (GPR). Norland encontró tres anomalías "aproximadamente del mismo tamaño" que, según él, eran consistentes con una "ubicación del sitio de la tumba"; dos de las anomalías eran paralelas y la otra perpendicular. La portavoz de la policía, Lisa Cox, dijo que la persona que informó la información "no proporcionó evidencia o razonamiento lógico detrás de esta teoría en ese momento o desde entonces". También dijo que el estacionamiento comenzó a construirse en septiembre de 1993, más de un año después de las desapariciones. "Desenterrar el área y posteriormente reconstruir esta estructura sería extremadamente costoso, y sin ninguna creencia razonable de que los cuerpos podrían estar ubicados aquí, es ilógico hacerlo, y por esas razones no hay una intención clara". Darrell Moore, un ex asistente de la Oficina del Fiscal del Condado de Greene, dijo que la información provino de alguien que "afirmó ser un psíquico o afirmó tener un sueño o una visión sobre el caso".
En febrero de 2019, Bartt Streeter, hijo de Sherrill Levitt y hermano de Suzie Streeter, fue arrestado por estado de ebriedad en la vía pública, conducta desordenada e intento de falso encarcelamiento. Trató de llevarse a una chica de 15 años de un salón de belleza, alegando falsamente que ella era su nieta. Más tarde fue acusado por el intento de encarcelamiento falso.

## Sospechoso
En 1997, Robert Craig Cox, encarcelado en Texas como secuestrador y ladrón convicto, y sospechoso de un asesinato en Florida, dijo a los periodistas que sabía que las tres mujeres habían sido asesinadas y enterradas y afirmó que sus cuerpos nunca serían recuperados. En 1992, Cox había estado viviendo en Springfield y, cuando lo entrevistaron, dijo a los investigadores que estaba con su novia en la iglesia la mañana después de que las mujeres desaparecieron, lo que ella corroboró. Sin embargo, luego se retractó de su declaración y dijo que Cox le había pedido que dijera eso. Cox también declaró que estaba en la casa de sus padres la noche de la desaparición. Las autoridades no estaban seguras de si estaba involucrado en el caso o si buscaba reconocimiento por los presuntos asesinatos emitiendo declaraciones falsas. Cox declaró a las autoridades y periodistas que revelaría lo que les sucedió a las tres mujeres después de la muerte de su madre.

## Artículos relacionados
- El trío de Fort Worth